# Александр-Стэдиум
Александр Стэдиум — легкоатлетический стадион в Перри-Парке, Бирмингем, Англия. Здесь проходили соревнования по легкой атлетике, а также церемонии открытия и закрытия Игр Содружества 2022 года. Другие проводимые там мероприятия включают ежегодный Гран-при Великобритании в период с 2011 по 2019 год и в 2022 году, чемпионаты Ассоциации легкой атлетики среди любителей, чемпионат мира по легкой атлетике среди инвалидов 1998 года и чемпионаты по легкой атлетике среди английских школ. Стадион также будет принимать команду лиги регби Midlands Hurricanes с 2023 года.

## Структура
На стадионе есть девятиполосная дорожка с синтетическим покрытием синего цвета. До реконструкции было 7000 крытых мест на трех отдельных трибунах, называемых Main, Knowles (в честь Дика Ноулза) и Nelson (в честь Дорис Нельсон Нил OBE), а также трибуна на 5000 мест на задней прямой.

## Бриллиантовая лига
С 2011 года стадион «Александр» принимал престижный мировой турнир Бриллиантовой лиги по легкой атлетике до 2019 года перед реконструкцией. Бирмингем провел 2-ю серию тура 2022 года 21 мая 2022 года.

## Музыкальные события
На стадионе проходило множество музыкальных мероприятий, в том числе однодневный фестиваль Party in the Park, организованный радио BRMB (теперь Free Radio Birmingham), в котором участвовали такие исполнители, как Nelly Furtado, Westlife, Natasha Bedingfield, Blue, Sugababes, Debbie McGee, Girls Aloud. и Призвание. Позже мероприятие было перенесено в парк Кэннон-Хилл, где оно находилось в более центральной части города, что облегчило его посещение людям из южного Бирмингема.

## Расширение

### 2011
В 2011 году на стадионе «Александер» было проведено расширение и реконструкция стоимостью 12,5 миллионов фунтов стерлингов, включая строительство трибуны на 5000 мест напротив нынешней главной трибуны. Это увеличило вместимость до 12 700 человек. Новый стенд также стал домом для офисов UK Athletics. Стенд был завершен в июне 2011 года, как раз к Гран-при Великобритании Бриллиантовой лиги в июле 2011 года.

### 2017 — настоящее время
В июне 2017 года во время подготовки заявки Бирмингема на проведение Игр Содружества 2022 года заявочный комитет Бирмингема предложил отремонтировать стадион «Александр» и использовать его для проведения спортивных соревнований и церемоний Игр.
11 апреля 2018 года премьер-министр Великобритании Тереза Мэй объявила, что 70 миллионов фунтов стерлингов (около 90 миллионов долларов США) будут направлены на превращение стадиона «Александр» в легкоатлетический комплекс мирового класса для Игр Содружества 2022 года, во время которых он будет вмещать 40 000 зрителей. В октябре 2018 года городской совет Бирмингема выбрал британскую инженерно-проектировочную фирму Arup для реконструкции стадиона. Британская строительная фирма Mace была выбрана для управления проектом реконструкции стадиона.
21 июня 2019 года городской совет Бирмингема опубликовал изображения и планы реконструкции стадиона «Александер» и заявил, что это создаст наследие для района Перри Барр.
30 января 2020 года комитет по планированию городского совета Бирмингема утвердил планы реконструкции стадиона «Александер», стоимость которой составит 72 миллиона фунтов стерлингов. После игр временные трибуны вокруг поворотов трассы будут удалены, оставив две постоянные трибуны на 18 000 мест с возможностью увеличения до 40 000 для крупных мероприятий. В марте 2020 года городской совет выбрал североирландскую фирму McLaughlin & Harvey для реконструкции стадиона.

## Игры Содружества 2022 г
Стадион «Александр» был основным местом проведения соревнований по легкой атлетике, параатлетике, а также проведения церемоний открытия и закрытия Игр Содружества 2022 года. Реконструированный стадион включал временные сидячие места и помещения для проведения Игр. Городской совет Бирмингема удалит их и вновь откроет стадион в прежнем формате к апрелю 2023 года.

## Чемпионат Европы по легкой атлетике 2026 г
После присуждения чемпионата Европы по легкой атлетике 2026 года Бирмингему стадион «Александер» станет местом проведения чемпионата.

## Инциденты
22 марта 2016 года бегун Лорен Джеска из Ланкастера напал на официального представителя UK Athletics Ральфа Ниббса на стадионе, несколько раз ударив его ножом. Джеска опасалась, что ее рекорды на женских соревнованиях будут аннулированы из-за ее трансгендерной идентичности. Позже она признала себя виновной в покушении на убийство и была приговорена к 30 годам лишения свободы. Она также была признана виновной в причинении телесных повреждений двум прохожим, которые пытались защитить Ниббса.